# 大芝水門
大芝水門（おおしばすいもん）は、広島県広島市の太田川水系支流の旧太田川（本川）を仕切る水門。道路橋「大芝橋」として併用されている。
広島デルタ頂付近にある水門で、この付近で分かれる太田川本流（太田川放水路）を仕切る祇園水門と連動する水門である（太田川放水路#機能参照）。

## 概要
1932年（昭和7年）に太田川流域の改修事業が始まり、その中で放水路整備計画が挙がり、その際に水門の設置が決まった。実際には戦後に土木研究所での大型模型による実験で構造が決定、左岸（牛田）側が水門、右岸（大芝）側が固定堰（溢流堤）となった。この配置になった理由は、水門を右岸側に置くと流頭部の流速を助長し河床および構造物の維持が困難になるため、また水門を左岸側に置くと漂流物に対して安全で、かつ現状の平水が左岸寄りで流れているため。また水門が大きいのは、設計当時市内派川では河川舟運が盛んで門扉を開けた状態で船の通行ができるようにしたため。
1961年（昭和36年）から工事開始、1965年（昭和40年）に完成した。
右岸南詰めに祇園水門と大芝水門を制御する国交省大芝出張所がある。下流側に京橋川との分流点、その向こうに北大橋が架かる。橋としては東区と西区を結ぶ唯一の橋であり、左岸は祇園新道、右岸側は祇園大橋南詰交差点へと続く。

## 諸元
- 堰上高 : 3.60m [5]
- 敷高 : TP -0.50m [5]
- 堰
  - 固定部 : 幅92.80m [5]
  - 可動部 : 鋼製ローラーゲート 幅13.33m×3門 [5]
- 橋
  - 路線名：市道東4区191号線[6]
  - 幅員：6.0m [4]（7.5m [6]）

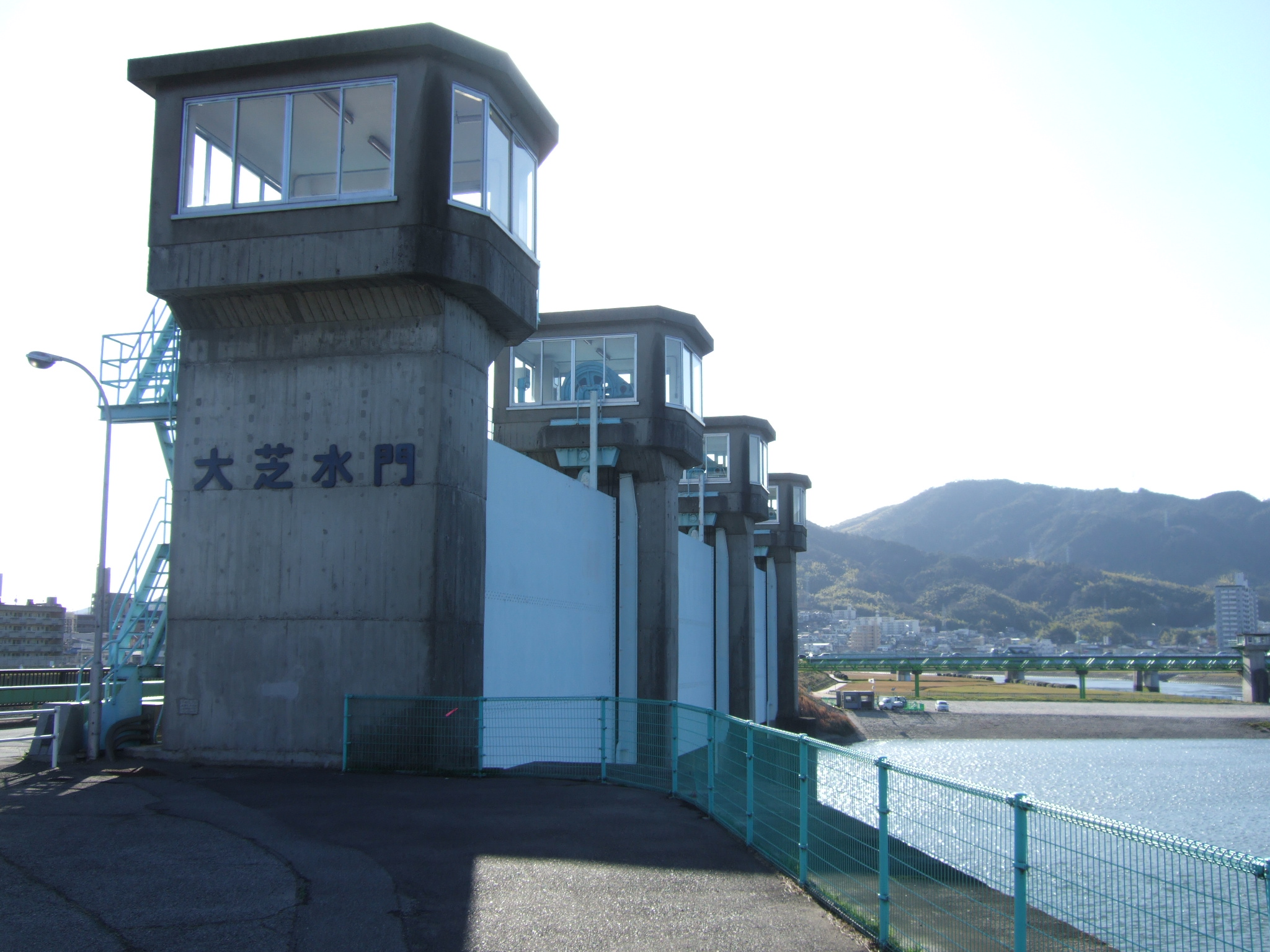
平水時水門 上流から
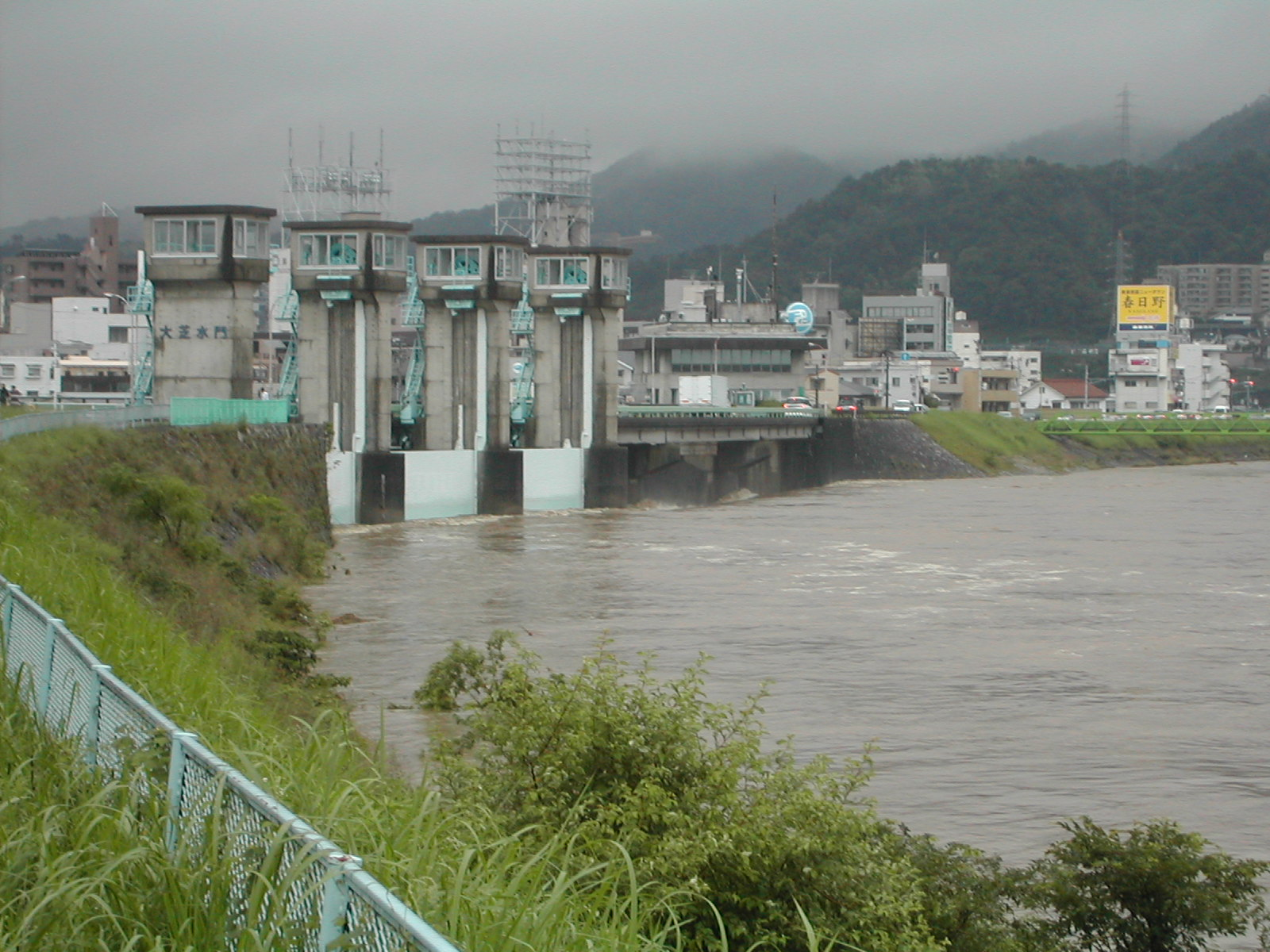
増水時水門 上流から
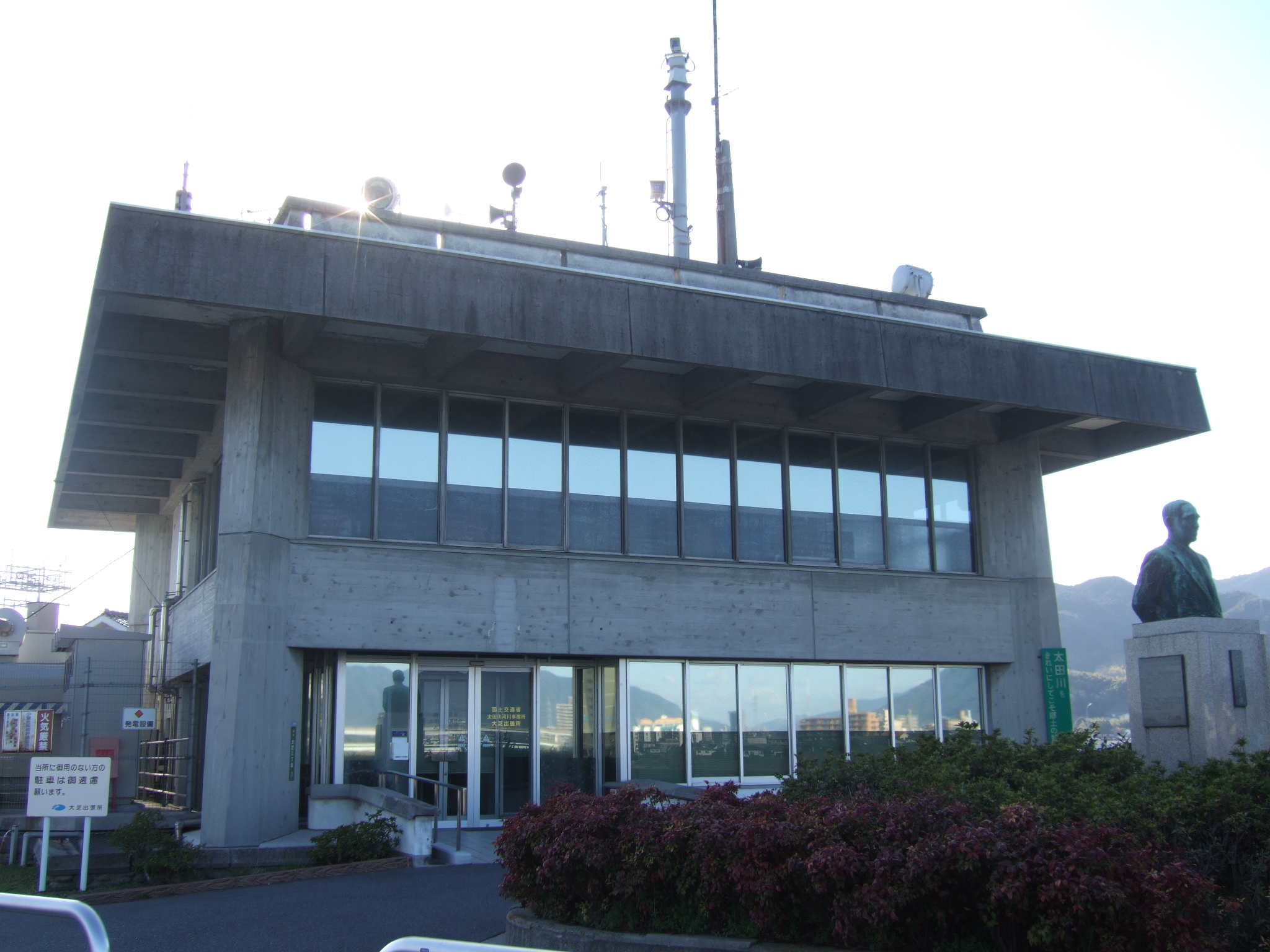
大芝出張所